# Eugnamptus angustatus
Espèce
Eugnamptus angustatus est une espèce d'insectes coléoptères appartenant à la famille des Attelabidae.